# The Ghost
The Ghost ist das dritte Musikalbum von Jason Molinas Band Songs: Ohia.

## Veröffentlichung
Das Album wurde am 1. März 1999 von Secretly Canadian als auf 500 Stück limitierte CD veröffentlicht. Erhältlich war die Veröffentlichung ausschließlich auf der Songs: Ohia Tour mit Drunk in the Spring an der Ostküste der Vereinigten Staaten und der Songs: Ohia Europa Tour Ende Sommer 1999.

## Titelliste
Alle Texte wurden von Jason Molina verfasst.
| #  | Titel                               | Länge |
| -- | ----------------------------------- | ----- |
| 1  | The Dark Wrong Turn                 | 4:18  |
| 2  | Ruby Eyes In The Fog                | 4:24  |
| 3  | At Certain Hours It All Breaks Down | 5:31  |
| 4  | The Wild Wind                       | 4:35  |
| 5  | The Lost Messenger                  | 2:46  |
| 6  | One Harrowing Night                 | 2:12  |
| 7  | You Are Not Alone On The Road       | 2:09  |
| 8  | Why Are We Stopping In The Storm    | 4:55  |
| 9  | The Far End Of The Bridge           | 4:00  |
| 10 | A Widow Sang The Stars Down         | 3:28  |